# Дворец спорта Дижона
Дворец спорта имени Жан-Мишеля Жоффруа (фр. Palais des sports Jean-Michel-Geoffroy) — многофункциональный дворец спорта в Дижоне, введённый в эксплуатацию как спортивная арена в 1977 году. Домашняя арена баскетбольного клуба Дижон, гандбольных женской и мужской команды из Дижона.

## История
Этот французский дворец спорта был построен в городе Дижоне и торжественно открыт 21 января 1977 года. Спортивный объект был назван в честь бывшего французского гандболиста Жана-Мишеля Жоффруа.
На площадке дворца спорта проводится множество спортивных и околокультурных мероприятий, в том числе все домашние матчи баскетбольного клуба Дижон, игры в Pro A, гандбольные матчи, соревнования по гимнастике, борьбе, боксу.

## Вместимость стадиона
Общая вместимость спортивного объекта составляет 5000 мест, дополнительно при проведении культурно-массовых событий количество посадочных мест может быть увеличено на 3686.

## Мероприятия
Основная миссия площадки — организация домашних встреч профессиональной баскетбольной команды Дижон, а также дижонских команд по гандболу среди женщин и мужчин. Стадион соответствует всем критериям, требуемым для организации международных матчей по баскетболу и гандболу.
Здесь проводились важные спортивные мероприятия, в том числе: в 1999 году здесь проводился чемпионат Европы по баскетболу среди мужских команд.
До открытия в 2005 году другого зала Зенит Дижона, данная площадка была главным концертным залом города. Свои выступления здесь проводили: Рори Галлахер, Genesis, Status Quo, Питер Гэбриел, Лу Рид, Barclay James Harvest, Jethro Tull, Camel, Элис Купер, Scorpions, Iron Maiden, Фрэнк Заппа, King Crimson, Magma, Motörhead, Saga, Dire Straits, Стинг, Supertramp, Серж Генсбур, a-ha, Джонни Клегг, Джо Кокер, Рено Сешан и другие музыкальные знаменитости.